# Primavera Europea (2014)
Primavera Europea fue una coalición política española formada de cara a las elecciones al Parlamento Europeo de 2014 e integrada por organizaciones de izquierda, ecologistas y nacionalistas federalistas de ámbito estatal y de la Comunidad Valenciana, Aragón, Castilla y León, Castilla-La Mancha, Comunidad de Madrid, Extremadura y Ceuta, aunque también recibió apoyo de partidos de Andalucía, Canarias y Baleares. El lema genérico de la candidatura fue Por una Europa de las personas, y simultáneamente Equo utilizó el lema Por fin, la Primavera.
Los integrantes de esta coalición fueron Coalició Compromís (Compromís), Equo, Chunta Aragonesista (CHA), Democracia Participativa (Participa), Por Un Mundo Más Justo (PUM+J), Partido Castellano (PCAS), Socialistas Independientes de Extremadura (SIEX) y Coalición Caballas (Caballas). Mientras que los partidos que la apoyaron fueron Socialistas por Tenerife (SxTf), Los Verdes de Villena (LVdV), Demos+ (D+), Electores de Alhaurín (EdA), Junts per Agres (JxA), Agrupación Barruelana Independiente (ABI) y Mesa de la Ría de Huelva (MRH). Més per Mallorca (MÉS), cuya formación no se presentó a las elecciones recomendó votar a Primavera Europea o a L'Esquerra pel Dret a Decidir.
Algunos de los partidos que formaron parte de la coalición son miembros o bien del Partido Verde Europeo (PVE) o de la Alianza Libre Europea (ALE), los cuales se integraron en el Parlamento Europeo en un único grupo político, el Grupo de Los Verdes / Alianza Libre Europea (Verdes/ALE), en el cual también participan otros partidos minoritarios, como el Partido Pirata Europeo (PPEU). Sus candidatos a la presidencia de la Comisión Europea son Ska Keller y José Bové.

## Miembros de la coalición
Primavera Europea fue una coalición de partidos que se formó para presentarse a las elecciones europeas del 2014. Esta coalición estuvo formada por partidos de izquierda, ecologistas y nacionalistas federalistas de ámbito estatal y de la Comunidad Valenciana, Castilla, Aragón, Extremadura y Ceuta:
- Coalició Compromís (Compromís): es una coalición política de la Comunidad Valenciana, creada por el Bloc Nacionalista Valencià (BLOC), Iniciativa del Poble Valencià (IdPV) y Els Verds - Esquerra Ecologista del País Valencià (EV-EE). Está formada tanto por los militantes de Compromís como por los militantes de los partidos que forman parte de ella.[18][19]
- Equo: es un partido político español ecologista y ecosocialista creado en 2011. Desde mayo de 2013 forma parte del Partido Verde Europeo,[20] que le había mostrado su apoyo desde sus inicios.[21] A nivel mundial tiene carácter de observador en Global Greens.[22]
- Chunta Aragonesista (CHA): es un partido político cuyo ámbito de actuación es la comunidad autónoma de Aragón. Se define como nacionalista[23][24] y socialdemócrata. Su presidente es José Luis Soro desde febrero de 2012 y el secretario general es Juan Martín. Fue fundado en 1986 tras la unión de diversas asociaciones culturales, sociales, pacifistas y nacionalistas aragonesas para crear un nuevo partido político que representara los intereses de Aragón.
- Partido Castellano (PCAS): es un partido político fruto de unión de varias formaciones castellanistas de índole regionalista o nacionalista, de provincialistas, de agrupaciones electorales de ámbito local y provincial y de independientes de las comunidades autónomas de Castilla y León, Comunidad de Madrid y Castilla-La Mancha,[25] entre las que destacan Tierra Comunera y Candidatura Independiente, si bien este último finalmente se integró solo en parte.[26]
- Democracia Participativa (Participa): es un partido político utilizado como vehículo de participación política por el movimiento ciudadano político y social ‘Ahora, tú decides!’, el cual promueve la democracia participativa.[27]
- Por Un Mundo Más Justo (PUM+J): es un partido con el objetivo común de conseguir que la lucha contra la pobreza sea una prioridad en la agenda política.[28]
- Socialistas Independientes de Extremadura (SIEX): es un partido político de Extremadura, de ideología socialdemócrata, proviene del Partido Socialista Obrero Español y fue fundado hacia la mitad de los años noventa del siglo XX.
- Coalición Caballas (Caballas): es una coalición política española de ámbito ceutí formada en 2011 por Unión Demócrata Ceutí (UDCE) y el Partido Socialista del Pueblo de Ceuta (PSPC).[29] En mayo de 2013 firmó un acuerdo de colaboración con el partido Equo.[30]
- Ahora Más por Islas Baleares (Más por Menorca, Más por Mallorca, Ahora Ibiza, Gente por Formentera)

### Adscripción europea de los miembros de la coalición
| Partido                                          | Partido europeo       | Grupo en el Parlamento Europeo              |
| ------------------------------------------------ | --------------------- | ------------------------------------------- |
| Bloc Nacionalista Valencià (Dentro de Compromís) | Alianza Libre Europea | Grupo de Los Verdes / Alianza Libre Europea |
| Equo (como VerdsEquo dentro de Compromís)        | Partido Verde Europeo | Grupo de Los Verdes / Alianza Libre Europea |
| Chunta Aragonesista                              | Alianza Libre Europea | Grupo de Los Verdes / Alianza Libre Europea |

### Apoyos
Desde que la Coalición se presentó oficialmente, esta recibió el apoyo de los siguientes colectivos y partidos políticos estatales, así como de la Comunidad Valenciana, Andalucía y Canarias: Socialistas por Tenerife (SxTf); Los Verdes de Villena (LVdV); Demos+ (D+); Electores de Alhaurín (EdA); Junts per Agres (JxA); Agrupación Barruelana Independiente (ABI); y la Mesa de la Ría de Huelva (MRH). Además de los partidos que la coalición reconoce como apoyos, y la coalición mallorquina Més per Mallorca (MÉS) recomendó el voto para Primavera Europea, junto con otras opciones, ya que no se presentó a estas elecciones.

## Candidatura
La candidatura de la coalición estaba encabezada por Jordi Sebastià, del BLOC, como representante de Compromís, con Florent Marcellesi, de Equo, como número dos, en un liderazgo definido como "compartido" por la propia coalición electoral. Según se había previsto en el caso de obtener un único eurodiputado, los candidatos presentados por Equo y Compromís se repartirán la legislatura. El candidato de Equo será eurodiputado durante un periodo proporcional a los votos obtenidos por Primavera Europea en toda España excepto la Comunidad Valenciana, siendo los votos obtenidos en esta comunidad los proporcionalmente correspondientes al periodo que estará el candidato de Compromís. Por su parte CHA solo hubiese obtenido representación en caso de obtenerse tres eurodiputados o más. En caso contrario la coalición se comprometió a tener un asesor permanente de CHA en el Parlamento Europeo durante toda la legislatura.
Además, tienen como cabezas de cada partido a Ángela Labordeta por la CHA, que irá de número tres; Miguel Prados, por Participa, de número cinco; Ester Moreno, por PCAS, como número seis; Miguel Ángel Vázquez, por PUM+J, de número siete; Pilar Barrientos por SIEX, de número diez; y Mohamed Alí, por Caballas, como número 19. El suplente número ocho, Juan Leopoldo Torres Rodríguez, es miembro de SxTf, partido que apoya a la coalición pero que no es miembro pleno, por lo que no aparece el nombre de este partido en la papeleta.

### Lista electoral
España cuenta con 54 eurodiputados, por lo que la lista electoral está formada por 54 candidatos, junto con 10 suplentes. A continuación están detallados los diez primeros puestos de la lista:

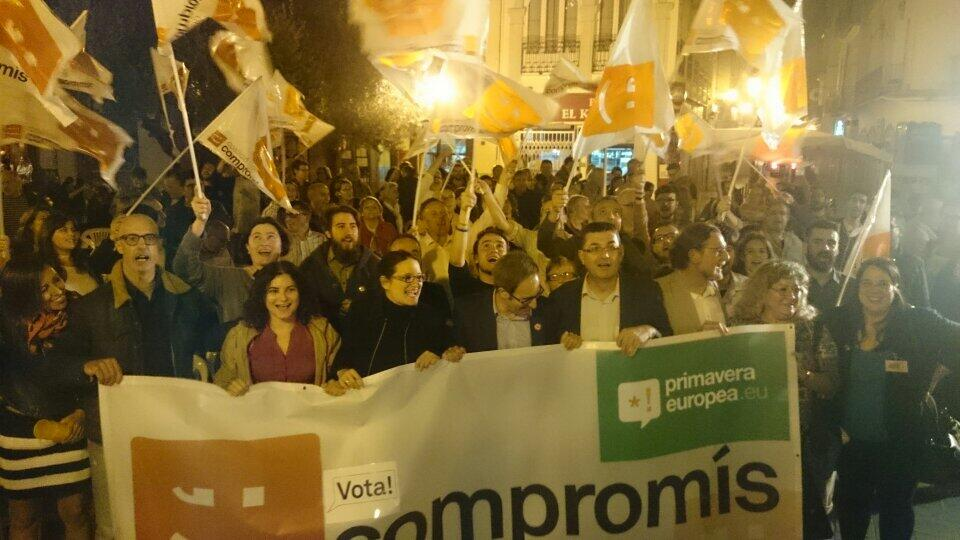
Inicio de la Campaña electoral de la Coalició Compromís-Primavera Europea.

1. Jordi Sebastià (Compromís).
2. Florent Marcellesi (Equo).
3. Ángela Labordeta (CHA).
4. Reyes Montiel (Equo).
5. Miguel Prados (Participa).
6. Ester Moreno (PCAS).
7. Miguel Ángel Vázquez (PUM+J).
8. Loles Ripoll (Compromís).
9. Guillermo Rodríguez (Equo).
10. Pilar Barrientos (SIEX).

### Denominación por territorio
Aunque la candidatura tiene como denominación Primavera Europea, en determinadas comunidades autónomas, tal como permite el artículo 222 de la Ley Orgánica de 5/1985, se presenta con una denominación diferente, aunque no cambia la composición ni el orden de la candidatura.
| Territorio           | Denominación en la papeleta                             | Logo de la papeleta |
| -------------------- | ------------------------------------------------------- | ------------------- |
| Andalucía            | EQUO-PUM+J-PARTICIPA (Primavera Europea)                | Equo                |
| Aragón               | CHA-EQUO (Primavera Europea)                            | CHA y Equo          |
| Asturias             | EQUO-PUM+J (Primavera Europea)                          | Equo                |
| Canarias             | EQUO-PUM+J (Primavera Europea)                          | Equo                |
| Cantabria            | EQUO-PUM+J (Primavera Europea)                          | Equo                |
| Castilla-La Mancha   | EQUO-PCAS-PUM+J (Primavera Europea)                     | Equo, PCAS y PUM+J  |
| Castilla y León      | EQUO-PCAS-PUM+J (Primavera Europea)                     | Equo, PCAS y PUM+J  |
| Cataluña             | EQUO-Compromís-SIEX-PUM+J-PARTICIPA (Primavera Europea) | Equo y Compromís    |
| Ceuta                | EQUO-Caballas (Primavera Europea)                       | Equo y Caballas     |
| Comunidad Valenciana | Coalició Compromís (Primavera Europea)                  | Compromís           |
| Extremadura          | EQUO-SIEX-PUM+J (Primavera Europea)                     | Equo y SIEX         |
| Galicia              | EQUO-PUM+J-PARTICIPA (Primavera Europea)                | Equo y PUM+J        |
| Islas Baleares       | EQUO-Compromís-PUM+J (Primavera Europea)                | Equo y Compromís    |
| La Rioja             | EQUO-PUM+J (Primavera Europea)                          | Equo                |
| Madrid               | EQUO-PUM+J-PCAS (Primavera Europea)                     | Equo                |
| Melilla              | EQUO-PUM+J (Primavera Europea)                          | Equo                |
| Murcia               | EQUO-PUM+J (Primavera Europea)                          | Equo                |
| Navarra              | EQUO-PUM+J (Primavera Europea)                          | Equo                |
| País Vasco           | EQUO-PUM+J (Primavera Europea)                          | Equo y PUM+J        |

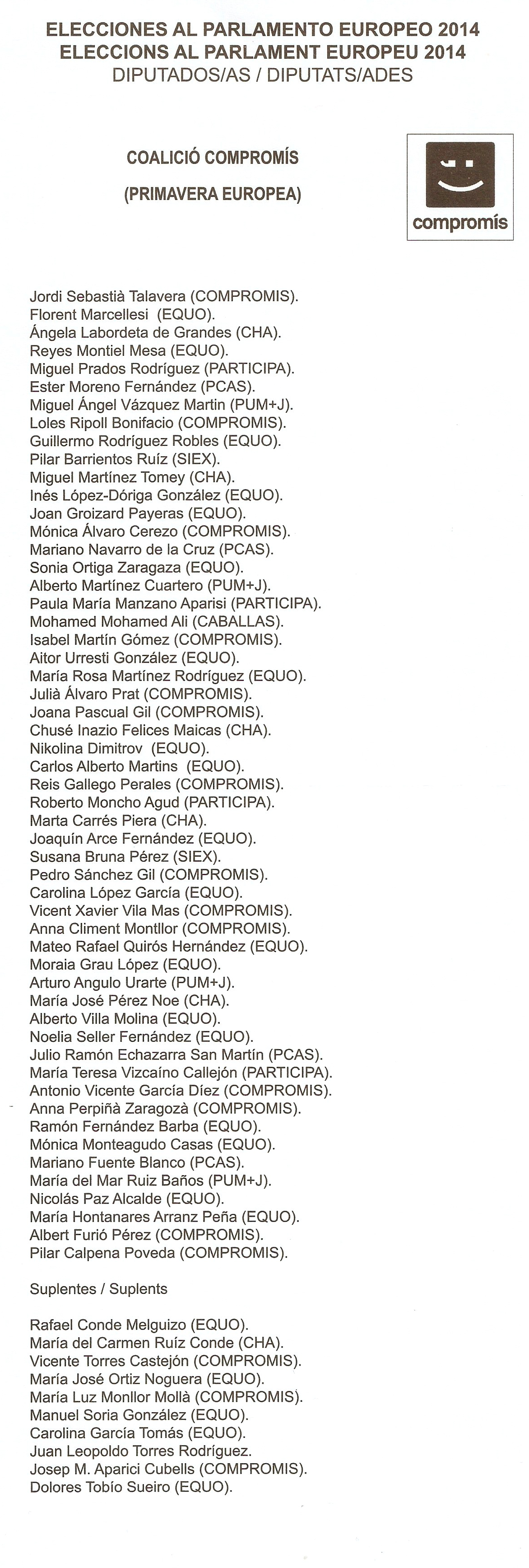
Papeleta utilizada en la Comunidad Valenciana.
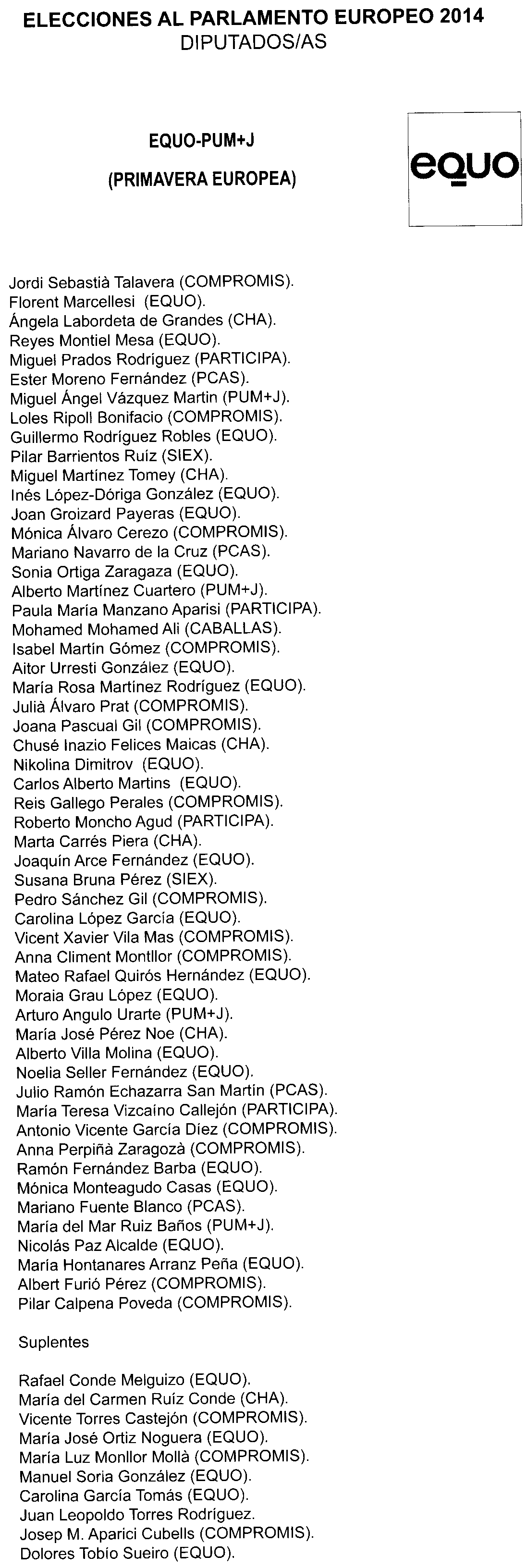
Papeleta utilizada en el Principado de Asturias.
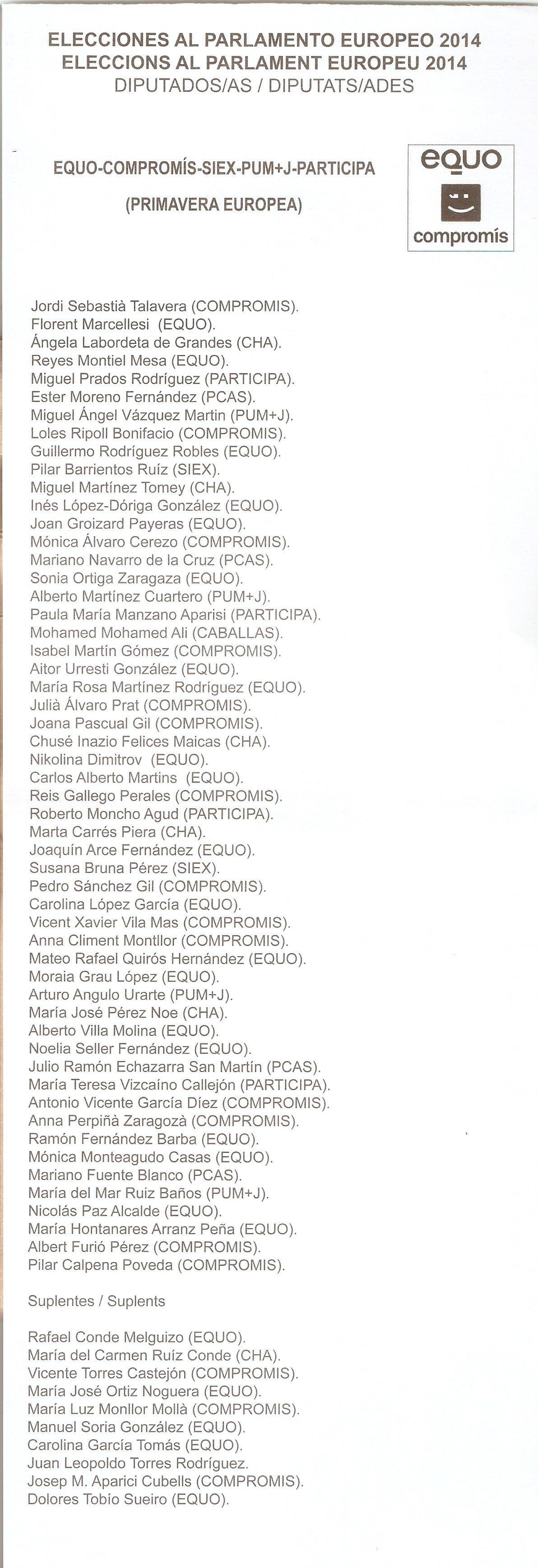
Papeleta utilizada en Cataluña.

## Resultado electoral
Primavera Europea fue la décima fuerza política por número de votos, obteniendo 302 266 votos (1,92 %) y un escaño.
| Territorio           | Votos   | %      | Posición |
| -------------------- | ------- | ------ | -------- |
| Andalucía            | 25 556  | 0,95 % | 9º       |
| Aragón               | 20 703  | 4,50 % | 6º       |
| Asturias             | 3639    | 0,96 % | <10º     |
| Canarias             | 5692    | 1,00 % | 9º       |
| Cantabria            | 2800    | 1,30 % | 8º       |
| Castilla-La Mancha   | 5722    | 0,80 % | 9º       |
| Castilla y León      | 8721    | 0,90 % | 8º       |
| Cataluña             | 7919    | 0,32 % | <10º     |
| Ceuta                | 1409    | 8,95 % | 3º       |
| Comunidad Valenciana | 139 863 | 7,95 % | 6º       |
| Extremadura          | 2295    | 0,59 % | 10º      |
| Galicia              | 7052    | 0,69 % | <10º     |
| Islas Baleares       | 5576    | 2,06 % | 8º       |
| La Rioja             | 1493    | 1,30 % | 8º       |
| Madrid               | 44 477  | 2,00 % | 8º       |
| Melilla              | 301     | 2,07 % | 7º       |
| Murcia               | 3805    | 0,89 % | 9        |
| Navarra              | 3491    | 1,60 % | 8º       |
| País Vasco           | 11 752  | 1,55 % | 8º       |
| España               | 302 266 | 1,92 % | 10       |